# 쓰다 다쿠마
쓰다 다쿠마(일본어: 津田 琢磨, 1980년 10월 4일 ~ )는 일본의 전 축구 선수이다.

## 구단 경력
그는 2003년부터 2017년까지 J리그의 방포레 고후, 에히메 FC에서 활동하였다.